# القعدة (آلة موسيقية)
القعدة أو الجفنة وهي أغرب آلة موسيقية في المغرب.
لا تخلو الثقافة المغربية من عجائب في الفنون والموسيقى. وإضافة إلى التنوع الشديد في الأنغام والإيقاعات، قد يتفاجأ ضيف غير مغربي بوجود آلة موسيقية عجيبة تضبط الإيقاع، وتلفت الانتباه، وتثير الرغبة في الرقص، واسمها «الجفنة» أو «القعدة».

## أداة واحدة واستخدامان
كانت هذه الأداة تؤدي دورين في الثقافة المغربية. فهي وعاء معدني من أجل غسل الملابس وتنظيفها، ولم يقض عليها اختراع آلات الغسيل الكهربائية.
كن مهمتها الثانية، والغريبة، هي أنها تستخدم كآلة موسيقية، آلة نقرية يرقص فوقها العازف فتصدر أصواتاً اعتاد المغاربة على أن ترافق رقصاتهم الحماسية في الأعراس والمناسبات السعيدة.
تتلخص فكرة «العزف» عليها في انتظار انطلاق إيقاع موسيقي سريع نوعاً ما، ثم يشرع الراقص أو الراقصة في إضافة إيقاعات النقر بالأقدام. وعادة ما ينساب العزف على «القعدة» مع أنغام الدف والكمان.
وليست هذه المهمة سهلة كما تبدو، تحتاج «القعدة» إلى مجموعة من المهارات الخاصة التي تُكتسب بالتداريب، وهناك راقصون متخصصون يتلقون المال مقابل أداء عروض بها في الحفلات والمناسبات، وطبعاً قد يتطوّع أحد من أفراد العائلة ممن تمرّنوا عليها من أجل إمتاع الحضور وإشعال الأجواء.

## أصل الاستخدام
قبل اختراع هاملتون سميث لأول غسّالة آلية في فيلادلفيا، كانت القعدة/الجفنة هي طريقة الأمهات في الكثير من الثقافات، بينها المغرب، لغسل الملابس. كن يستخدمن هذا الإناء الحديدي الثقيل ويضعن عليه لوحاً خشبياً متموّجاً يتم فرك الملابس فوقه بعد إضافة المساحيق، إلا أنه كان يتسبب في اهتراء القماش وتمزقه بسرعة، بالإضافة إلى تعب شديد ومشقة أثناء الانحناء الطويل والفرك الشديد.
هذه الأداة، التي كانت مرتبطة بتعب الأمهات وأعبائهن، تحوّلت مع مرور الأجيال إلى وسيلة تخلصهن من التعب، وترفيههن وهن يرقصن عليها في كل المناسبات السعيدة.

## آلات عزف غريبة
لا يستخدم المغاربة الجفنة وحدها كآلة عزف، بل يستخدمون أدوات كثيرة أخرى مثل البراميل الحديدية والبلاستيكية والأواني الطينية والمصنوعة من الألومينيوم والملاعق والكؤوس كآلات موسيقية في الحفلات الشعبية، خصوصاً بين النساء وفي المناطق الشعبية والبدوية.

## للقعدة مهرجانها الخاص
جرّبت مدينة الواليدية الساحلية تنظيم مهرجان مخصص للقعدة. وتقول إدارة المهرجان في بياناتها إن هدفه «محاولة إعادة ابتكار واكتشاف هذا التراث الشعبي، الذي يستهوي المغاربة».
ولم يكتفِ المهرجان بالنسخة المغربية من الفنون النقرية، بل استضاف فنوناً من حول العالم مثل راقصي الفلامينكو، وفنانين من شرق أوروبا.